# Carlos Miranda y Elío
Carlos Alonso Miranda y Elío, (V conde de Casa Miranda)  (El Cairo, 27 de noviembre de 1943) es un antiguo diplomático español.
Nacido en El Cairo, sus padres eran Carlos Miranda y Quartín, IV conde de Casa Miranda, y María Teresa Elío y Amezúa, IV condesa de Casa Real de la Moneda. Licenciado en Derecho, ingresó en 1969 en la carrera diplomática. Estuvo en las representaciones diplomáticas españolas en Washington y Argelia. Fue subdirector general de Naciones Unidas en la Dirección General de Organizaciones y Conferencias Internacionales, director general para Iberoamérica, asesor del ministro de Defensa y director general para Asuntos de Seguridad y Desarme.
En 1991 fue nombrado embajador de España en la OTAN y, posteriormente, estuvo destinado en la Inspección General de Servicios del Ministerio de Asuntos Exteriores. En 2001 fue destinado a Ginebra como Embajador-Delegado de España en la Conferencia de Desarme y desde julio de 2004 hasta 2008 fue embajador de España en el Reino Unido. Embajador representante permanente de España en el Consejo de la Organización del Tratado del Atlántico Norte (OTAN) desde julio de 2008 hasta su cese en febrero del 2012.